# Гоцци, Гайя
Га́йя Го́цци, так же известная, как Гайя (итал. Gaia Gozzi; род. 29 сентября 1997) — итальянская певица и автор песен.
Гайя выиграла в девятнадцатом выпуске шоу талантов Amici di Maria De Filippi в 2020 году и заняла второе место в десятом выпуске итальянской версии шоу талантов «X Factor» в 2016 году.

## Биография
Гайя родилась в городе Гвасталла в провинции Реджо-нель-Эмилия в семье матери-бразильянки и отца-итальянца, выросла в городе Виадана, расположенном в регионе Ломбардия и подчиняющемся административному центру Мантуя. Помимо итальянского, также имеет бразильское гражданство и свободно говорит по-португальски. В своих песнях певица смешивает итальянский и бразильский португальский.

### New Dawns
В 2016 году участвовала в десятом выпуске шоу талантов «X Factor» в команде Федеца, заняв второе место. Выпустила мини-альбом New Dawns, содержащий одноимённый сингл, который дебютировал на 7-й позиции в чарте FIMI и получил золотой статус. Было продано более 25000 копий мини-альбома.
В 2017 году Гайя участвовала в записи музыкальной темы мультфильма Miraculous в дуэте с певцом Бригой. В том же году выступала на открытии концертов в туре Джорджии по Оронеро и выпустила сингл Fotogramas.

### Genesi
В 2019 году Гайя приняла участие в девятнадцатом выпуске шоу талантов Amici di Maria De Filippi. В ходе программы певица написала несколько песен, которые позже вошли в альбом Genesi, выпущенный 20 марта 2020 года в сотрудничестве с Sony Music. Альбом дебютировал на 15-м месте в рейтинге FIMI, достигнув пятой позиции после победы певицы на шоу талантов. Промо-сингл Chega достиг 11-го места в итальянском Топе Синглов. 22 апреля певица объявила о переиздании альбома под названием Nuova Genesi на физическом носителе, после чего альбом занял третье место в рейтинге FIMI благодаря синглу Chega, который получил двойной платиновый статус. Вскоре после этого диск New Genesis также получил золотой статус. 21 августа вышел второй сингл из альбома Coco Chanel, также получивший золотой статус.

### Alma
17 декабря было объявлено об участии Гайи в фестивале в Сан-Ремо 2021 года с песней Cuore amaro из грядущего второго альбома. Певица заняла девятнадцатое место в общем рейтинге фестиваля. Позже выпустила трек Luna в сотрудничестве с рэпершей Мадам, который вошел в одноимённый альбом рэперши. В апреле 2021 года выпустила трек Mare che non sei в сотрудничестве с рэпером Ркоми.
Журнал Forbes Italia включил певицу в пятерку знаменитых итальянцев моложе 30 лет, которые в будущем окажут наибольшее влияние на итальянскую музыку.
14 мая 2021 года певица выпустила сингл Boca в сотрудничестве с Шоном Полом. Сингл вошел во второй альбом певицы. 1 июля 2010 года стартовал первый концертный тур Гайи по стране.
1 октября 2021 года вышел сингл Nuvole di zanzare, вошедший в новый альбом Alma. В записи альбома принимали участие Франческа Микьелин, Гемитайз, Маргерита Викарио, Тедуа, Селтон и Шон Пол. Альбом вышел 29 октября 2021 года и дебютировал на 18-м месте в рейтинге FIMI.

## Влияние
На музыку Гайи оказали влияние такие иностранные артисты, как Нина Симон, Бейонсе, Лорд, Голдфрапп и Люкке Ли. Среди итальянских артистов на творчество певицы оказали влияние Джорджия, Эмма и Элиза. Гайя также черпает вдохновение из латиноамериканской музыки, urban contemporary и поп-музыки.

## Дискография

### Студийные альбомы
- 2020 — Genesi
- 2021 — Alma

### Мини-альбомы
- 2016 — New Dawns

### Синглы
- 2016 — New Dawns
- 2017 — Fotogramas
- 2020 — Chega
- 2020 — Coco Chanel
- 2020 — Nuove strade (в сотрудничестве с Эрниа, Ркоми, Мадам, Samurai Jay и Andry the Hitmaker)
- 2021 — Cuore amaro
- 2021 — Boca (в сотрудничестве с Шоном Полом и Childsplay)
- 2021 — Nuvole di zanzare
- 2021 — What Christmas Means to Me
- 2022 — Salina

### В альбомах других артистов
- 2020 — Non siamo niente (в сотрудничестве с Lowlow), альбом Dogma 93
- 2021 — Luna (в сотрудничестве с Мадам), альбом Madame
- 2021 — Mare che non sei (в сотрудничестве с Ркоми), альбом Taxi Driver
- 2022 — Mosaici (в сотрудничестве с Sick Luke и Карлом Брейвом), альбом X2